# Spreekbuis

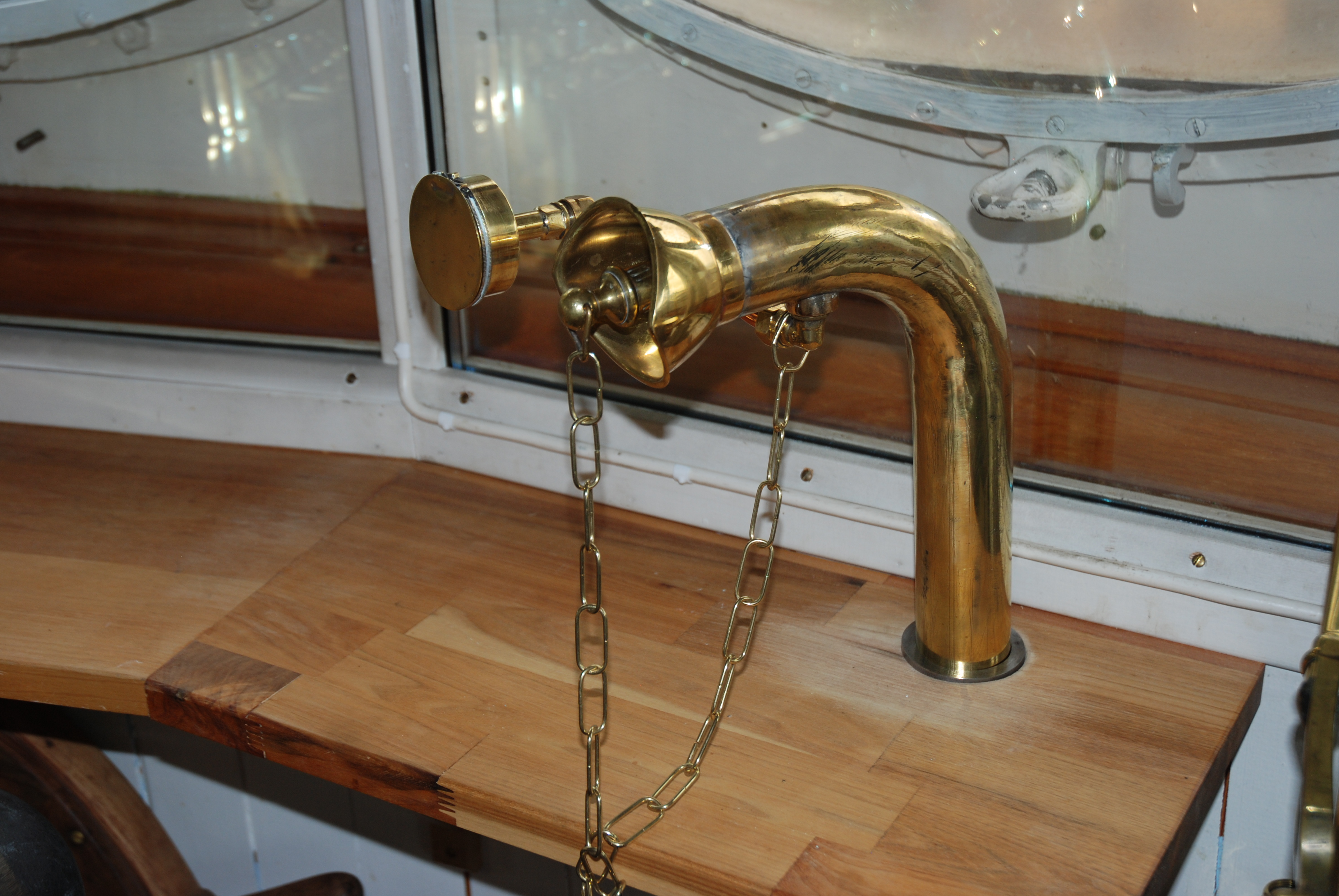
Een originele spreekbuis op de brug van een schip

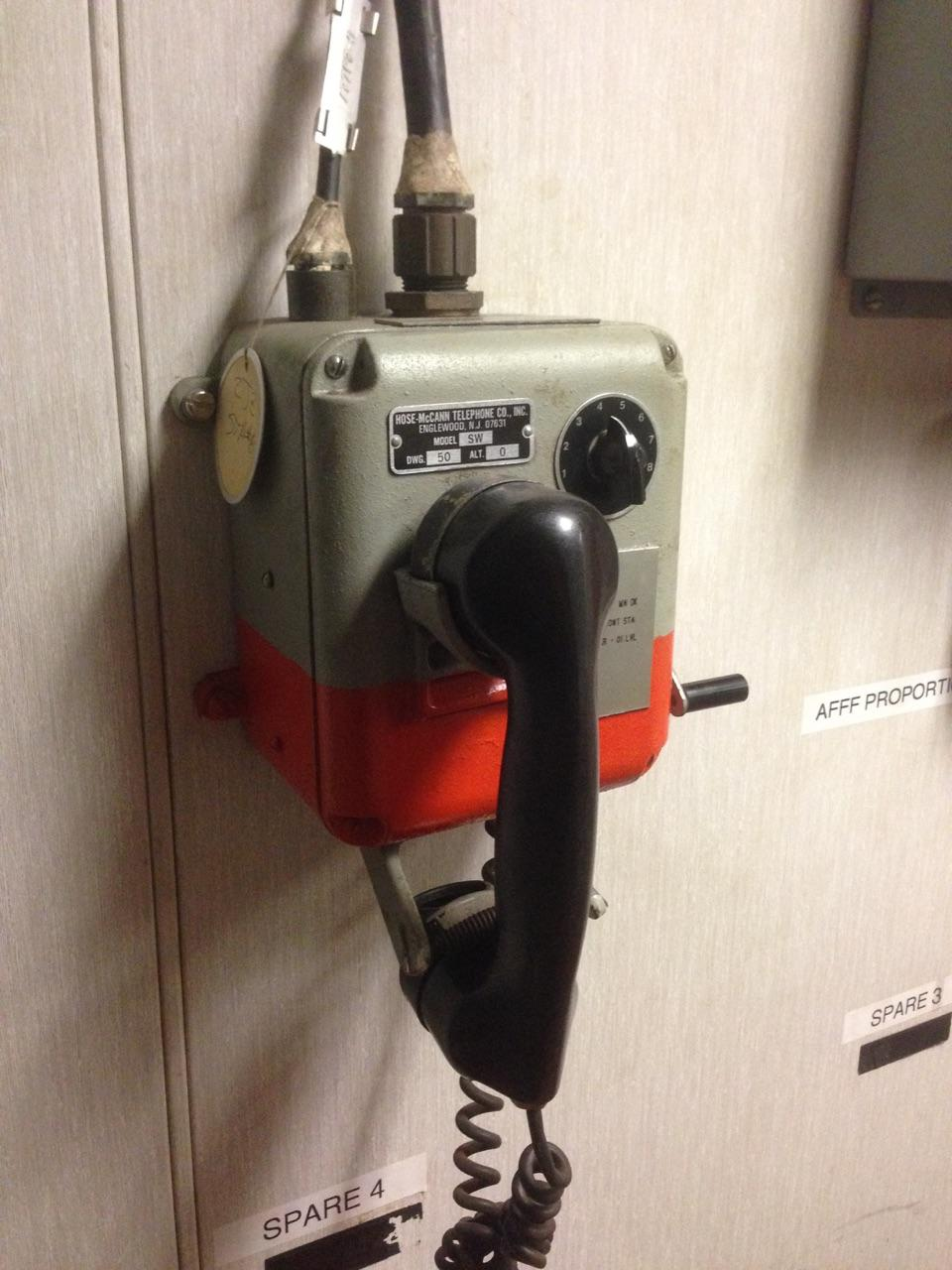
Een sound-powered telefoon, zonder externe stroombron

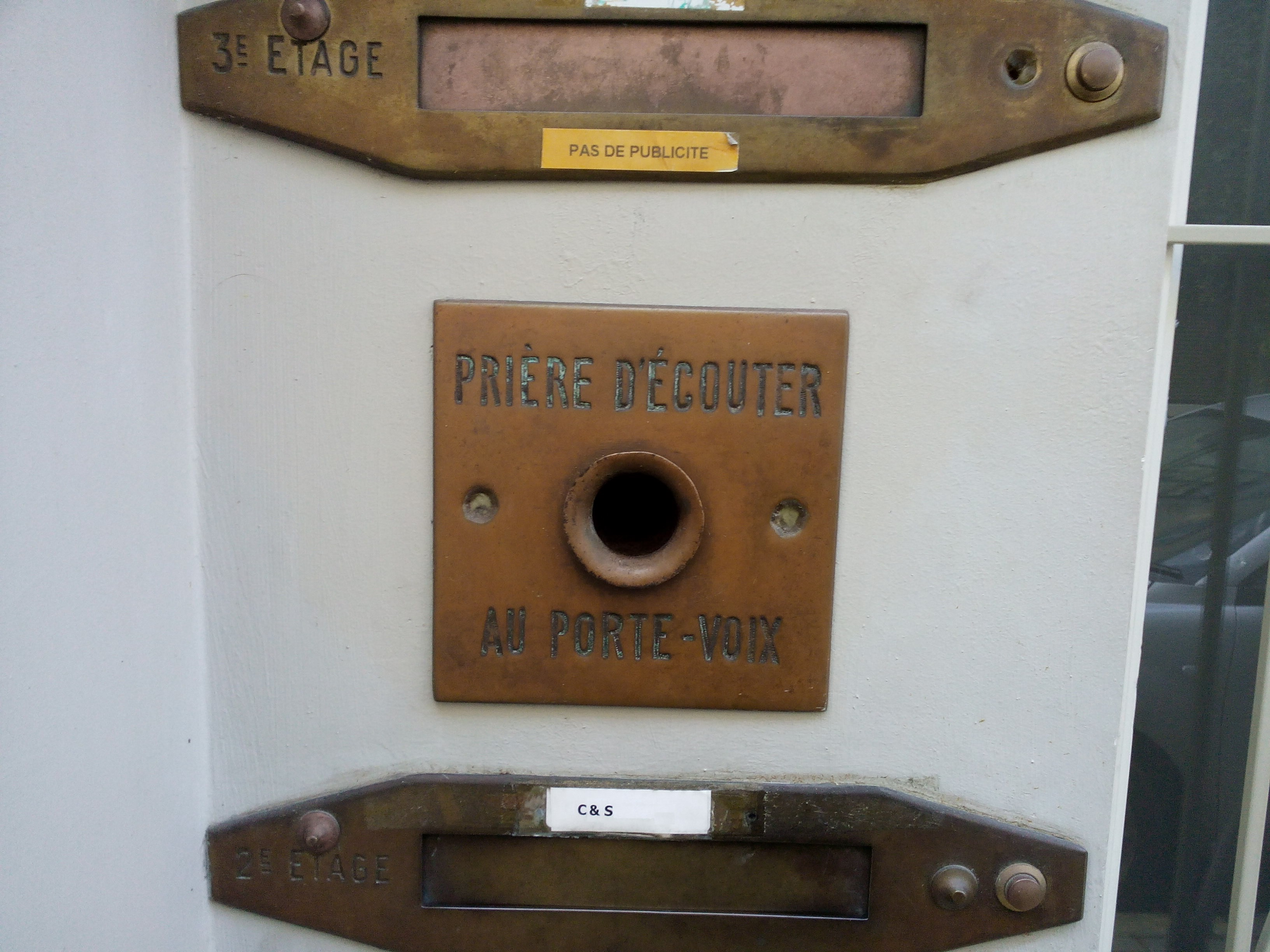
Een originele spreekbuis op de buitenkant van een huis

Een spreekbuis is van oorsprong een metalen buis waarmee werd gecommuniceerd van stuurhuis naar machinekamer aan boord van een zeeschip. Aan beide einden van de buis zit een mondstuk en daarin een fluit. De werking is eenvoudig. Als de gezagvoerder aan de machinist wilde laten weten dat het toerental of de draairichting van de schroef diende te worden aangepast, kon hij de telegraaf gebruiken. Voor aanvullende informatie nam hij de fluit uit het mondstuk en blies op de spreekbuis. In de machinekamer werd de fluit gehoord, uit de buis gehaald en het oor tegen de buis gehouden. Door in het mondstuk te roepen was er communicatie tussen brug en machinekamer.
Door de eenvoud van de installatie was de spreekbuis een intrinsiek veilig systeem, dat ook zonder elektriciteit communicatie over afstanden van tientallen meters in een lawaaiige omgeving mogelijk maakte. Op de brug moet wettelijk ook een van de scheepsenergievoorziening onafhankelijke spreekverbinding zijn met de machinekamer en met de hut van de kapitein. Vroeger waren dit spreekbuizen.
De spreekbuis is voor dit doel vervangen door een telefooninstallatie met een eigen accu als alternatieve energiebron. 
Wat ook regelmatig voorkomt is een telefoon voorzien van een dynamo voor het weksignaal. Door middel van een draaiwieltje moet deze zo'n 10 seconden worden opgewonden totdat een luide zoemtoon klinkt en er een spreekverbinding met de machine- dan wel stuurmachinekamer tot stand is gebracht.

## In spraakgebruik
Het begrip spreekbuis wordt tegenwoordig vrij algemeen gebruikt in de zin van 'vertolker', 'vertegenwoordiger'. Als iemand een spreekbuis is, betekent dit, dat zo iemand de mening van een ander of een groep vertolkt. Ook kranten, tijdschriften, radio- en tv-programma's kunnen zo spreekbuis zijn.

## Spreekbuis.nl
Spreek'buis was ook een Nederlands blad voor omroepmedewerkers. De NPO besloot in 2013 het vakblad wegens bezuinigingen na bijna 70 jaar op te heffen. In september 2014 werd Spreekbuis.nl door mediaondernemer Richard Otto (Tens Media BV) digitaal geherlanceerd. AVROTROS, KRO-NCRV, Omroep Max en NTR zijn enkele omroepen die dit nieuwe initiatief ondersteunen.